# خوزه کارلوس لازو
خوزه کارلوس لازو (انگلیسی: José Carlos Lazo؛ زادهٔ ۱۶ فوریهٔ ۱۹۹۶) بازیکن فوتبال اهل اسپانیا است.
از باشگاه‌هایی که در آن بازی کرده‌است می‌توان به باشگاه فوتبال ختافه اشاره کرد.